# D. Richard Hipp
 (septembre 2012).
Si vous disposez d'ouvrages ou d'articles de référence ou si vous connaissez des sites web de qualité traitant du thème abordé ici, merci de compléter l'article en donnant les références utiles à sa vérifiabilité et en les liant à la section « Notes et références ».
D. Richard Hipp (né le 9 avril 1961) est le développeur ayant créé SQLite, une bibliothèque intégrant une base de données SQL et Fossil, un logiciel de contrôle de version.